# Burnley

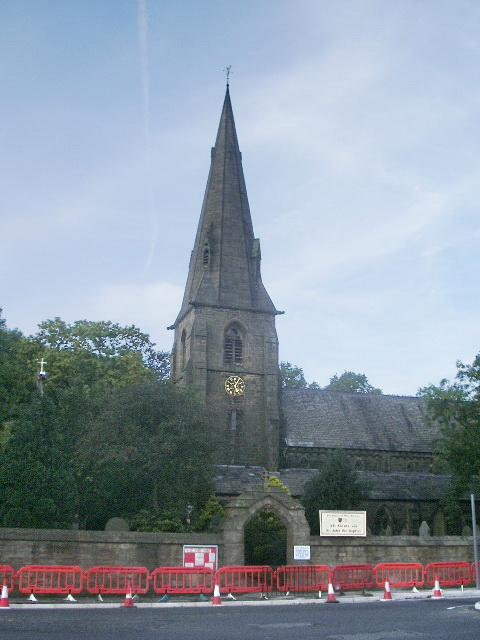
Església baptista de tots els sants.

Burnley és una ciutat del Lancashire, Anglaterra. Es troba a 18 km a l'est de la ciutat de Blackburn i a 40 km de la ciutat de Preston, en la confluència dels rius Calder i Brun. Actualment la ciutat té una població d'uns 73.500 habitants.

## Història
Els inicis de la ciutat es remunten a l'època medieval, quan era una petita ciutat, però el seu principal període d'expansió es va produir durant la Revolució Industrial, quan es va convertir en el major productor mundial de roba de cotó. Avui en dia, Burnley ha perdut gran part de la seva indústria, i és cada vegada més una ciutat dormitori de Manchester, Leeds i del corredor de l'autopista M65. El sector públic és ara el major generador d'ocupació de la ciutat.